# Шоше (Крез)
Шоше (фр. Chauchet) насеље је и општина у централној Француској у региону Лимузен, у департману Крез која припада префектури Обисон.
По подацима из 2011. године у општини је живело 109 становника, а густина насељености је износила 10,26 становника/km². Општина се простире на површини од 10,62 km². Налази се на средњој надморској висини од 480 метара (максималној 515 m, а минималној 390 m).

## Демографија
| 1962. | 1968. | 1975. | 1982. | 1990. | 1999. | 2011. |
| ----- | ----- | ----- | ----- | ----- | ----- | ----- |
| 181   | 184   | 154   | 130   | 104   | 104   | 109   |

График промене броја становника у току последњих година